# Un amic desconegut
Un amic desconegut (títol original: The Pallbearer) és una pel·lícula estatunidenca de comèdia romàntica protagonitzada per David Schwimmer, Gwyneth Paltrow, Toni Collette, Michael Vartan, Michael Rapaport, i Barbara Hershey. Es va projectar per primera vegada en el Festival de Cannes de 1996. Ha estat doblada al català.

## Argument
Amb prou feines acabats els estudis universitaris, Tom Thompson rep un telefonada de part de Ruth Abernathy, mare d'un ex-company seu d'Institut, mort recentment, que li prega de participar en el funeral del fill. Tom accepta. Durant la cerimònia Tom troba Julie, el seu primer amor nascut entre els bancs del col·legi, i busca aprofundir la relació amb ella, però a haurà de veure-se-les amb les pesades insinuacions de Ruth Abernathy.

## Repartiment
- David Schwimmer com Tom Thompson.
- Gwyneth Paltrow com Julie Demarco.
- Toni Collette com Cynthia.
- Michael Vartan com Scott.
- Michael Rapaport com Brad Schorr.
- Barbara Hershey com Ruth Abernathy.
- Carol Kane com a Sra. Thompson
- Bitty Schram com Lauren.
- Jean De Baer com Suzanne Demarco.
- Mark Margolis com Philip Demarco.
- Elizabeth Franz com Aunt Lucille.

## Al voltant de la pel·lícula
- Crítica
  - "Divertida l'escena de l'enterrament, però fluixa comèdia (...) Una estupenda arrencada que es desinfla."[4]
  - "Agradable comèdia"[5]
- Un amic desconegut es va estrenar com el número 9 en el seu cap de setmana d'estrena amb 2.319.236 dòlars. En acabar la seva projecció a les sales de cinema, la pel·lícula va recaptar en total 5.656.388 dòlars als Estats Units.[6]
- En un moment, Tom (David Schwimmer) li diu a Julie (Gwyneth Paltrow) que va voler convidar-la al ball de promoció quan en la secundària parlaven i s'escoltava de fons el tema Rock Lobster de The B-52's.
- En les noces de Brad (Michael Rapaport), Tom i Julie ballen amb I Shall Believe de Sheryl Crow.